# 필란디아
필란디아(스페인어: Filandia)는 콜롬비아 킨디오 주 북부에 위치한 도시로 면적은 109.4km2, 높이는 1,923m, 인구는 13,700명(2008년 기준)이다. 콜롬비아 중부를 가로지르는 산맥이자 콜롬비아령 안데스산맥의 지류 가운데 하나인 코르디예라센트랄 산맥(Cordillera Central)의 서쪽 기슭에 위치하며 킨디오 주의 주도인 아르메니아에서 북쪽으로 26km 정도 떨어진 곳에 위치한다.